# La Bastide-de-Lordat

La Bastide-de-Lordat este o comună în departamentul Ariège din sudul Franței. În 1 ianuarie 2022 avea o populație de 310 de locuitori.